# 히토토리바시 전투
히토토리바시 전투(일본어: 人取橋の戦い)는 아즈치모모야마 시대 아다치군(지금의 일본 후쿠시마현 모토미야시) 히토토리바시 부근에서 사타케씨와 아시나씨 등 오슈 남부의 다이묘 연합군과 다테씨 사이에 벌어진 전투이다.

## 배경
덴쇼 12년(1584년) 10월에 부친 다테 데루무네에게 가독을 물려받은 다테 마사무네는 다음해 덴쇼 13년에 정실 요시히메(愛姫)의 친정인 다무라 가문(田村氏)에게서 독립을 꾀하던 오바마성 성주 오우치 사다쓰나를 공격하였다. 마사무네는 사다쓰나와 인척관계였던 니혼마쓰성 성주 니혼마쓰 요시쓰구에 대해서도 공격을 가하려고 했으나, 요시쓰구는 데루무네의 알선을 받아들여 항복해왔다.
10월 8일, 니혼마쓰 요시쓰구는 미야모리성에서 열린 회담 도중에 데루무네를 납치하여 인질로 삼고 저항하였으나, 마사무네의 추격을 받아 데루무네와 함께 몰살당하였다. 격노한 마사무네는 부친 데루무네의 초이레 날에 13,000의 병사를 이끌고 니혼마쓰성을 공격하였으나, 니혼마쓰 하타케야마 가문은 요시쓰구의 어린 아들 니혼마쓰 요시쓰나를 옹립하여 농성전을 펼쳤다.
11월 10일, 니혼마쓰성 구원을 위해 사타케 요시시게(요시시게의 부인은 마사무네의 숙모이다)가 데루무네 대에는 다테 가문과 동맹관계 혹은 종속관계였던 아시나 가문·이와키 가문·무쓰 이시카와 가문·시라카와 유키 가문등 오슈 남부의 각 다이묘들과 연합군을 결성(이하 사타케 군)하여 스카가와까지 진군하였다. 사타케 군의 진군을 알게 된 마사무네는 니혼마쓰성에 포위군을 남겨두고 스스로는 자신의 영지의 방어를 굳히기 위하여 주력군 7천을 이끌고 요격을 위하여 모토미야성으로 들어갔다.

## 전투의 경과
11월 17일, 모토미야성에서 출진한 마사무네는 아다타라가와를 건너 남쪽의 간논도산(観音堂山)에 포진하였다. 이에 사타케군은 다테군의 본진을 목표로 북진을 개시하여 세토가와에 걸려 있는 다리인 히토토리바시 부근에서 양군이 격돌하였다. 다군과 사타케군의 병력 차는 7000 대 30,000으로 4배 이상이다.
전투는 시종 사타케군의 일방적인 공세로 일관하였다. 병력에서 열세인 다테군은 즉시 궤주하여 사타케군은 다테군 본진에 돌입하여 마사무네 자신도 갑옷에 화살 한 대와 총탄 5발을 맞았다. 패색이 짙어진 다테 군은 마사무네를 피신시키기 위하여 중신 오니니와 요시나오가 마사무네를 대신하여 히토토리바시를 건너 적진에 돌격하여 분투하다가 전사하였다. 또한 동쪽의 세토카와 관에 포진하였던 다테 시게자네 부대도 협공으로 맹공을 받았으나, 물러나지 않고 필사적으로 싸워 시간을 벌었기 때문에, 마사무네는 간신히 모토미야성으로 도망쳤다. 다테군의 괴멸이 불가피한 상황이었으나, 해가 졌기 때문에 이 날의 전투는 종결되었다.
그런데 그날 밤, 사타케 요시시게의 숙부로 사타케 군의 부장인 오노자키 요시마사가 진중에서 가신에게 척살당하는 사건이 발생하고, 더욱이 본국에 호조 가문 측의 미토성 성주 에도 시게미치와 아와국의 사토미 요시요리]]가 공격해 들어왔다는 급보가 전해져, 요시시게는 철수를 결정하였다. 압도적으로 우세한 상황 하에 3만의 군세가 일제히 철수한 것 때문에 후에 여러 가지 억측이 생겨나, 마사무네의 이면 공작이 있었다는 등의 설도 나타나게 되었다.

## 결과
이 전투의 승패에 대해서는, 전술면으로 보면 사타케군의 압승이었으나, 전략면에서 볼 경우 사타케군은 일단 니혼마쓰성의 함락을 저지하였고, 다테군에 상당한 피해를 입혀 오슈 남부의 각 다이묘들을 자신의 영향권 하에 두기는 하였으나, 모토미야성을 공략하거나, 다테군을 괴멸시키는데는 이르지 못하여 결정적인 승리를 올렸다고는 할 수 없다.
마사무네는 오바마성으로 철군하여 겨울을 넘겼다. 다음해 봄부터 니혼마쓰성 공격을 재개하였으나, 수비대장 신조 모리쓰구의 교묘한 방어전과 오슈 남부의 다이묘들의 후방 지원으로 성과를 올리지 못하였다. 그러나 농성하던 니혼마쓰 하타케야마군도 전투를 지속하기에는 한계에 달했기 때문에, 7월 16일에 소마 요시타네의 알선으로 니혼마쓰 하타케야마군이 아이즈로 철수하는 조건으로 화의가 성립되어, 니혼마쓰성은 무혈 개성하였다.
이 전투 이후 사타케 가문은 호조 가문과의 전투가 격화되었기 때문에 다시 다테 가문에 대해 적극적인 군사 행동을 펼치지는 못하였으나, 데루무네가 쌓은 남 오우(奥羽, 오슈와 우슈의 총칭)의 다테 가문 중심의 외교 질서가 붕괴하고, 오슈 남부의 주도권이 사타케 가문의 손에 들어가게 되었다.